# Vic Law
Victor Lamar "Vic" Law (Chicago, Illinois, 19 de diciembre de 1995) es un baloncestista estadounidense que pertenece a la plantilla del Ryukyu Golden Kings de la B.League, la primera categoría del baloncesto de Japón. Con 2,01 metros de estatura, ocupa la posición de alero.

## Trayectoria deportiva

### Universidad
Jugó cuatro temporadas con los Wildcats de la Universidad Northwestern, en las que promedió 11,5 puntos, 5,7 rebotes, 2 asistencias y 1 robo de balón por partido. Se rasgó el labrum glenoideo del hombro en el verano de 2015 y se perdió toda la temporada 2015-16 tras someterse a cirugía. En 2017 fue incluido en el mejor quinteto defensivo de la Big Ten Conference.

### Profesional
Tras no ser elegido en el Draft de la NBA de 2019, se unió a los Orlando Magic para disputar las Ligas de verano de la NBA, en las que jugó tres partidos, promediando 5,7 puntos, 4 rebotes y 1 robo de balón. Fue finalmente cortado y asignado a su filial en la G League, los Lakeland Magic. El 11 de enero de 2020 firmó un contrato dual con los Orlando Magic para poder jugar en ambos equipos.
El 4 de diciembre de 2020, firma por el Brisbane Bullets de la NBL, la primera categoría del baloncesto de Australia.
El 28 de agosto de 2021, firma por el Perth Wildcats, también de la NBL australiana.
El 21 de julio de 2022 firma por el Chiba Jets de la B.League de Japón.
En octubre de 2023 debuta con los Ryukyu Golden Kings, también de la B.League japonesa.

## Estadísticas de su carrera en la NBA

### Temporada regular
| Año     | Equipo  | PJ | PT | MPP | %TC  | %3P  | %TL  | RPP | APP | ROB | TPP | PPP |
| ------- | ------- | -- | -- | --- | ---- | ---- | ---- | --- | --- | --- | --- | --- |
| 2019-20 | Orlando | 8  | 0  | 7.8 | .333 | .143 | .333 | 1.4 | .4  | .3  | .0  | 1.9 |
| Total   | Total   | 8  | 0  | 7.8 | .333 | .143 | .333 | 1.4 | .4  | .3  | .0  | 1.9 |

### Playoffs
| Año   | Equipo  | PJ | PT | MPP | %TC   | %3P   | %TL | RPP | APP | ROB | TPP | PPP |
| ----- | ------- | -- | -- | --- | ----- | ----- | --- | --- | --- | --- | --- | --- |
| 2020  | Orlando | 1  | 0  | 4.0 | 1.000 | 1.000 | -   | 2.0 | 1.0 | .0  | .0  | 3.0 |
| Total | Total   | 1  | 0  | 4.0 | 1.000 | 1.000 | -   | 2.0 | 1.0 | .0  | .0  | 3.0 |